# Screveton
Screveton – wieś i civil parish w Anglii, w Nottinghamshire, w dystrykcie Rushcliffe. W 2011 civil parish liczyła 191 mieszkańców. Screveton jest wspomniana w Domesday Book (1086) jako Escreventone/Screvetone/Screvintone.